# Texaco Cup 1973/74
Der Texaco Cup wurde 1973/74 zum vierten Mal ausgespielt. Als Sponsor und Namensgeber des Turniers trat die US-amerikanische Mineralölgesellschaft Texaco auf. Das Turnier für Fußball-Vereinsmannschaften aus England und Schottland wurde unter insgesamt 16 Teilnehmern ausgespielt. Davon waren neun Vereine dem englischen und sieben dem schottischen Verband unterstehend. Er begann am 18. September 1973 und endete mit dem Finale am 24. April 1974 im St. James’ Park in Newcastle upon Tyne. Im Endspiel trafen die beiden englischen Vereine Newcastle United und der FC Burnley aufeinander. Das Finale gewann Newcastle mit 2:1 nach Verlängerung.

## 1. Runde
Die Hinspiele fanden zwischen dem 18. und 25. September 1973, die Rückspiele am 1. und 3. Oktober 1973 statt.
|                  | Gesamt           |                     | Hinspiel | Rückspiel |
| ---------------- | ---------------- | ------------------- | -------- | --------- |
| FC Burnley       | 10:20            | FC East Fife        | 7:0      | 3:2       |
| FC Everton       | 0:1              | Heart of Midlothian | 0:1      | 0:0       |
| Sheffield United | 0:2              | Dundee United       | 0:0      | 0:2       |
| Ayr United       | 1:3              | Leicester City      | 1:1      | 0:2       |
| Greenock Morton  | 2:3              | Newcastle United    | 1:2      | 1:1       |
| FC St. Johnstone | 0:3              | Norwich City        | 0:2      | 0:1       |
| Stoke City       | 0:0 (Sieg i. E.) | Birmingham City     | 0:0      | 0:0       |
| Coventry City    | 2:4              | FC Motherwell       | 0:1      | 2:3       |

## Viertelfinale
Die Hinspiele fanden zwischen dem 22. und 24. Oktober 1973, die Rückspiele zwischen dem 6. November und 5. Dezember 1973 statt.
|                     | Gesamt |                  | Hinspiel | Rückspiel |
| ------------------- | ------ | ---------------- | -------- | --------- |
| Birmingham City     | 2:4    | Newcastle United | 1:1      | 1:3       |
| Norwich City        | 3:0    | FC Motherwell    | 2:0      | 1:0       |
| Heart of Midlothian | 0:8    | FC Burnley       | 0:3      | 0:5       |
| Leicester City      | 1:2    | Dundee United    | 1:1      | 0:1       |

## Halbfinale
Die Hinspiele fanden am 27. November und 12. Dezember 1973, die Rückspiele am 12. und 19. Dezember 1973 statt.
|               | Gesamt |                  | Hinspiel | Rückspiel |
| ------------- | ------ | ---------------- | -------- | --------- |
| FC Burnley    | 5:2    | Norwich City     | 2:0      | 3:2       |
| Dundee United | 3:4    | Newcastle United | 2:0      | 1:4       |

## Finale
| Newcastle United                                        | Newcastle United | FC Burnley | FC Burnley |
| ------------------------------------------------------- | --- | --- | ---------- |
| Newcastle United                                        | \| 24. April 1974 in Newcastle upon Tyne (St. James’ Park) \| \| Ergebnis: 2:1 n. V. (1:1, 1:1) \| \| Zuschauer: 36.076 \|                                                                             | \| 24. April 1974 in Newcastle upon Tyne (St. James’ Park) \| \| Ergebnis: 2:1 n. V. (1:1, 1:1) \| \| Zuschauer: 36.076 \|                                                                                  | FC Burnley |
| Newcastle United                                        | Willie McFaul – Frank Clark, Alan Kennedy, Terry McDermott, Pat Howard, Bobby Moncur , Tommy Cassidy, Jim Smith (??. Tommy Gibb), Malcolm Macdonald, John Tudor, Terry Hibbitt Cheftrainer: Joe Harvey | Alan Stevenson – Peter Noble, Keith Newton, Martin Dobson (??. Doug Collins), Colin Waldron, Billy Rodaway, Geoff Nulty, Ray Hankin, Paul Fletcher, Billy Ingham, Leighton James Cheftrainer: Jimmy Adamson | FC Burnley |
| Newcastle United                                        | 1:1 Malcolm Macdonald (31.) 2:1 Bobby Moncur (103.) | 0:1 Paul Fletcher (25.) | FC Burnley |
| 24. April 1974 in Newcastle upon Tyne (St. James’ Park) | | |            |
| Ergebnis: 2:1 n. V. (1:1, 1:1)                          | | |            |
| Zuschauer: 36.076                                       | | |            |